# 陳延暉 (後晉)
陈延晖（?—?），后晋时河西军节度留后、凉州刺史，原为泾州押牙。天福七年（942年），凉州人逐出河西节度使李文谦，灵武节度使冯晖派牙将吴继兴代李文谦为留后，第二年（943年），后晋高祖石敬瑭遣泾州押牙陈延晖作为制使，携诏书安抚凉州，凉州人挽留陈延晖，本府都指挥使立陈延晖为刺史。石敬瑭表示承认。
| 前任： 吴继兴 | 河西节度使 | 繼任： 张遵古 |